# Bebearia fasciata
Bebearia fasciata är en fjärilsart som beskrevs av Aurivillius 1912. Bebearia fasciata ingår i släktet Bebearia och familjen praktfjärilar. Inga underarter finns listade i Catalogue of Life.